# Liste de films français sortis en 1948
Listes de films français
- 1944
- 1945
- 1946
- 1947
- 1948
- 1949
- 1950
- 1951
- 1952

Liste non exhaustive de films français sortis en 1948 :
| Titre                                    | Réalisateur                   | Distribution                                            | Genre                          | Notes         |
| ---------------------------------------- | ----------------------------- | ------------------------------------------------------- | ------------------------------ | ------------- |
| Les Actualités burlesques                | Gilles Margaritis             | -                                                       | Court métrage burlesque        | 17 min        |
| L'Aigle à deux têtes                     | Jean Cocteau                  | Edwige Feuillère, Jean Marais, Silvia Monfort           | Drame historique               |               |
| Les amoureux sont seuls au monde         | Henri Decoin                  | Louis Jouvet, Dany Robin, Renée Devillers               | Mélodrame                      |               |
| Après l'amour                            | Maurice Tourneur              | Pierre Blanchar, Simone Renant, Gisèle Pascal           | Drame                          |               |
| L'Armoire volante                        | Carlo Rim                     | Fernandel, Berthe Bovy, Pauline Carton                  | Comédie macabre                |               |
| L'assassin est à l'écoute                | Raoul André                   | Louise Carletti, Francis Blanche, Marguerite Moreno     | Policier                       |               |
| Au cœur de l'orage                       | Jean-Paul Le Chanois          | -                                                       | documentaire                   |               |
| Aux yeux du souvenir                     | Jean Delannoy                 | Michèle Morgan, Jean Marais, Jean Chevrier              | Drame                          |               |
| L'aventure commence demain               | Richard Pottier               | Isa Miranda, André Luguet, Raymond Rouleau              |                                |               |
| Les Aventures des Pieds-Nickelés         | Marcel Aboulker               | Rellys, Robert Dhéry, Maurice Baquet                    | Comédie                        |               |
| Bagarres                                 | Henri Calef                   | Maria Casares, Roger Pigaut, Jean Murat                 | Drame                          |               |
| Le Bal du comité de défense              | Auteur anonyme                | -                                                       | documentaire                   | 4 min         |
| La Bataille de l'eau lourde              | Jean Dréville                 | Frédéric Joliot-Curie, Lew Kowarski, Raoul Dautry       | Film de guerre                 |               |
| La Belle Meunière                        | Marcel Pagnol et Max de Rieux | Tino Rossi, Raoul Marco, Jacqueline Bouvier             | Comédie musicale               |               |
| Bichon                                   | René Jayet                    | Armand Bernard, Suzy Carrier, André Alerme              | Comédie                        |               |
| Les Bienfaits de monsieur Ganure         | André Hugon                   | André Carnège, Léon Belières, Jacqueline Dor            | Court métrage                  | 33 min        |
| Blanc comme neige                        | André Berthomieu              | Bourvil, Paulette Dubost, Mona Goya                     | Comédie                        |               |
| La Carcasse et le Tord-cou               | René Chanas                   | Lucien Coëdel, Michel Simon, Madeleine Suffel           | Drame                          |               |
| Cargaison clandestine                    | Alfred Rode                   | Pierre Renoir, Kate de Nagy, Claudine Dupuis            | Policier                       |               |
| Le Carrefour des passions                | Ettore Giannini               | Viviane Romance, Clément Duhour                         |                                |               |
| Carrefour du crime                       | Jean Sacha                    | Louis Salou, André Valmy, Claude Génia                  | Policier                       |               |
| Les Casse-pieds                          | Jean Dréville                 | Noël-Noël, Bernard Blier, Marguerite Deval              | Comédie                        |               |
| Le Cavalier de Croix-Mort                | Lucien Ganier-Raymond         | Madeleine Robinson, Henri Nassiet                       | policier                       |               |
| La Chartreuse de Parme                   | Christian-Jaque               | Gérard Philipe, Renée Faure, Maria Casarès              | Drame, Romance                 |               |
| Châteaux de France                       | Alain Resnais                 | -                                                       | Documentaire                   |               |
| Cité de l'espérance                      | Jean Stelli                   | René Dary, Anouck Ferjac, Jean Tissier                  |                                |               |
| Clochemerle                              | Pierre Chenal                 | Félix Oudart, Saturnin Fabre, Jean Brochard             | Comédie                        |               |
| Colomba                                  | Émile Couzinet                | José Luccioni, Catherine Damet, Charles Blavette        | Drame                          |               |
| Le Colonel Durand                        | René Chanas                   | Paul Meurisse, Robert Favart, Louis Seigner             | Drame romantique               |               |
| Le Comédien                              | Sacha Guitry                  | Sacha Guitry, Lana Marconi, Pauline Carton              | Comédie dramatique             |               |
| Les Condamnés                            | Georges Lacombe               | Pierre Fresnay, Yvonne Printemps, Roger Pigaut          | Drame                          |               |
| Croisière pour l'inconnu                 | Pierre Montazel               | Claude Dauphin, Pierre Brasseur, Sophie Desmarets       | Comédie dramatique             |               |
| La Dame d'onze heures                    | Jean Devaivre                 | Paul Meurisse, Gilbert Gil, Micheline Francey           | Policier                       |               |
| Danse de mort                            | Marcel Cravenne               | Erich von Stroheim, Palau, Denise Vernac                | Drame                          |               |
| Dédée d'Anvers                           | Yves Allégret                 | Bernard Blier, Simone Signoret, Marcello Pagliero       | Drame                          |               |
| Le Dernier Fiacre                        | Raoul André et Mario Mattoli  | Ginette Leclerc, Vera Carmi, Marcel Herrand             | Drame                          |               |
| Les Dernières Vacances                   | Roger Leenhardt               | Odile Versois, Michel François, Jean Lara               | Drame, romance                 |               |
| Le Dessous des cartes                    | André Cayatte                 | Serge Reggiani, Paul Meurisse, Madeleine Sologne        | Drame                          |               |
| Le Destin exécrable de Guillemette Babin | Guillaume Radot               | Héléna Bossis, Jean Davy, Édouard Delmont               | Drame                          |               |
| D'homme à hommes                         | Christian-Jaque               | Jean-Louis Barrault, Bernard Blier, Hélène Perdrière    | Biographique, Historique       |               |
| Le Diable boiteux                        | Sacha Guitry                  | Sacha Guitry, Lana Marconi, Jeanne Fusier-Gir           | Historique                     |               |
| Le Diamant de cent sous                  | J. Daniel-Norman              | René Dary, Suzy Carrier, Raymond Pellegrin              | Comédie                        |               |
| Le Dolmen tragique                       | Léon Mathot                   | André Alerme, Roland Armontel, Paulette Dubost          | Policier                       |               |
| Émile l'Africain                         | Robert Vernay                 | Fernandel, Alexandre Rignault, Noëlle Norman            | Comédie                        |               |
| Et dix de der                            | Robert Hennion                | Denise Grey, Georges Milton                             | Comédie                        |               |
| Erreur judiciaire                        | Maurice de Canonge            | Michèle Alfa, Jimmy Gaillard Lucienne Le Marchand       | Drame                          |               |
| Éternel Conflit                          | Georges Lampin                | Fernand Ledoux, Annabella, Michel Auclair               | Drame                          |               |
| La Femme que j'ai assassinée             | J. Daniel-Norman              | Armand Bernard, Pierre Larquey, Micheline Francey       | Drame                          |               |
| Femme sans passé                         | Gilles Grangier               | François Périer, Alfred Adam, Sophie Desmarets          | Drame                          |               |
| La Figure de proue                       | Christian Stengel             | Georges Marchal, Pierre Dudan, Madeleine Sologne        | Drame                          |               |
| Fort de la solitude                      | Robert Vernay                 | Paul Bernard, Alexandre Rignault, Claudine Dupuis       |                                |               |
| Les Frères Bouquinquant                  | Louis Daquin                  | Albert Préjean, Roger Pigaut, Madeleine Robinson        | Drame                          |               |
| La Grande Lutte des mineurs              | Louis Daquin                  | -                                                       | Documentaire                   | 12 min        |
| La Grande Volière                        | Georges Péclet                | Albert Préjean, Line Noro, André Le Gall                | Comédie dramatique             |               |
| Halte... Police !                        | Jacques Séverac               | Roland Toutain, Suzy Carrier, Robert Moncade            | Policier                       |               |
| L'Idole                                  | Alexandre Esway               | Yves Montand, Suzanne Dehelly                           | Comédie dramatique             |               |
| Impasse des Deux-Anges                   | Maurice Tourneur              | Simone Signoret, Marcel Herrand, Paul Meurisse          | Drame                          |               |
| L'Impeccable Henri                       | Charles-Félix Tavano          | Claude Dauphin, Félix Oudart, Marcelle Derrien          | Comédie                        |               |
| Les Jardins de Paris                     | Alain Resnais                 | -                                                       | Film musical                   | 39 min        |
| Madame et ses peaux-rouges               | Serge T. de Laroche           | Arletty, Pierre Dudan, Louis Florencie                  | comédie                        | Film inachevé |
| Mademoiselle s'amuse                     | Jean Boyer                    | Ray Ventura, Gisèle Pascal, Jeanne Fusier-Gir           | comédie musicale               |               |
| Le Maître de forges                      | Fernand Rivers                | Hélène Perdrière, Jean Chevrier, Jeanne Provost         | Drame                          |               |
| Malfray                                  | Robert Hessens Alain Resnais  | -                                                       | court métrage                  |               |
| Mandrin - La tragédie d'un siècle        | René Jayet                    | José Noguero, Mona Goya Armand Bernard                  | Drame                          | partie 2      |
| Le Mannequin assassiné                   | Pierre de Hérain              | Robert Lussac, Gilbert Gil, Blanchette Brunoy           | Policier                       |               |
| Métier de fous                           | André Hunebelle               | Henri Guisol, Gaby Sylvia, Lisette Lanvin               | Comédie                        |               |
| Mort ou vif                              | Jean Tedesco                  | Léonce Corne, Charles Dechamps, Eugène Frouhins         | Comédie                        |               |
| Neuf garçons, un cœur                    | Georges Friedland             | Édith Piaf, Lucien Baroux, Les Compagnons de la chanson | Comédie dramatique, F. musical |               |
| La Nuit blanche                          | Richard Pottier               | Pierre Brasseur, Jimmy Gaillard Claude Farell           | policier                       |               |
| L'Ombre                                  | André Berthomieu              | Fernand Ledoux, Renée Faure, Berthe Bovy                | Drame                          |               |
| Par la fenêtre                           | Gilles Grangier               | Bourvil, Suzy Delair, Michèle Philippe                  | Comédie                        |               |
| Parade du rire                           | Roger Verdier                 | Claude Dauphin, Félicien Tramel                         | comédie                        |               |
| Les Parents terribles                    | Jean Cocteau                  | Jean Marais, Yvonne de Bray, Gabrielle Dorziat          | Drame                          |               |
| Paris 1900                               | Nicole Vedrès                 | Claude Dauphin (voix)                                   | documentaire                   |               |
| Passeurs d'or                            | Émile-Georges De Meyst        | Ginette Leclerc, Alfred Adam                            |                                |               |
| Rapide de nuit                           | Marcel Blistène               | Roger Pigaut, Michel Ardan, Sophie Desmarets            | Drame                          |               |
| La Renégate                              | Jacques Séverac               | Louise Carletti, Maurice Escande, Édouard Delmont       | Drame                          |               |
| La Revanche de Baccarat                  | Jacques de Baroncelli         | Pierre Brasseur, Sophie Desmarets Lucien Nat            | Aventure                       |               |
| La Révoltée                              | Marcel L'Herbier              | Josette Day, Victor Francen, Jacques Berthier           | Drame                          |               |
| Rocambole                                | Jacques de Baroncelli         | Pierre Brasseur, Lucien Nat Sophie Desmarets            | Drame                          |               |
| Rouletabille contre la dame de pique     | Christian Chamborant          | Marie Déa, Jean Piat Suzanne Dehelly                    | policier                       |               |
| Route sans issue                         | Jean Stelli                   | Claude Dauphin, René Blancard, Hélène Perdrière         | Drame                          |               |
| Ruy Blas                                 | Pierre Billon                 | Jean Marais, Marcel Herrand, Danielle Darrieux          | Drame historique               |               |
| Scandale                                 | René Le Hénaff                | Paul Meurisse, Odette Joyeux, Albert Dinan              |                                |               |
| Le Secret de Monte-Cristo                | Albert Valentin               | Pierre Brasseur, Marcelle Derrien, Madeleine Lebeau     | Comédie dramatique             |               |
| Sergil et le Dictateur                   | Jacques Daroy                 | Paul Meurisse, Liliane Bert Arlette Merry               | Comédie                        |               |
| Si ça peut vous faire plaisir            | J. Daniel-Norman              | Fernandel, Arlette Méry, Antonin Berval                 | Comédie                        |               |
| Si jeunesse savait                       | André Cerf                    | Jules Berry, Suzet Maïs, Jean Tissier                   | Comédie                        |               |
| Sombre Dimanche                          | Jacqueline Audry              | Michèle Alfa, Paul Bernard, Jacques Dacqmine            | Drame                          |               |
| Les souvenirs ne sont pas à vendre       | Robert Hennion                | Franck Villard, Maurice Baquet, Blanchette Brunoy       | Comédie dramatique             |               |
| Le Tempestaire                           | Jean Epstein                  | Habitants de Belle-Île-en-Mer                           | Court métrage dramatique       | 24 min        |
| Toute la famille était là                | Jean de Marguenat             | Jean Parédès, Marguerite Pierry, Jean Tissier           | Comédie                        |               |
| Triple enquête                           | Claude Orval                  | Dorette Ardenne, Junie Astor, Simone Cerdan             | Policier                       |               |
| Trois Garçons, une fille                 | Maurice Labro                 | Jean Marchat, Gaby Morlay Suzy Carrier                  | Comédie dramatique             |               |
| Une belle garce                          | Jacques Daroy                 | Ginette Leclerc, Lucien Coëdel, Marc Valbel             | Drame                          |               |
| Une grande fille toute simple            | Jacques Manuel                | Madeleine Sologne, Raymond Rouleau, Jean Desailly       | Comédie                        |               |
| Une jeune fille savait                   | Maurice Lehmann               | André Luguet, Dany Robin, François Périer               | Comédie                        |               |
| Une mort sans importance                 | Yvan Noé                      | Jean Tissier, Suzy Carrier                              |                                |               |
| La Vie en rose                           | Jean Faurez                   | Louis Salou, François Périer, Colette Richard           | Drame                          |               |
| Le voleur se porte bien                  | Jean Loubignac                | André Alerme, Jeanne Fusier-Gir, Pierre Mingand         | Comédie                        |               |